# Media Asia Entertainment Group
Media Asia Entertainment Group (寰亞娛樂集團有限公司) est une société de production et de distribution cinématographique hongkongaise, filiale de Lai Sun Development (en).

## Histoire
Basé à Hong Kong, Media Asia est l'un des plus grands studios de cinéma sinophone d'Asie. Il entre à la Bourse de Singapour en novembre 2004. Le dirigeant de la société est John Chong (en), qui est également l'un des cofondateurs de Media Asia. Le président de la société est Peter Lam (en), le fils cadet de Lim Por-yen (en), le fondateur du groupe Lai Sun.
Media Asia est  également la seule société de divertissement internationale à être cotée en bourse. Le 25 juin 2007, la Bourse de Singapour approuve la demande de radiation de la société. Le 1er août 2007, à la suite d'un rachat obligatoire des intérêts minoritaires dans la société, celle-ci est retirée de l'institution.

## Films
Media Asia a produit ou coproduit plus de 50 films en langue chinoise. Ceux-ci incluent plusieurs succès au box-office tels que Initial D, Wait 'Til You're Older, A World Without Thieves, Magic Kitchen, et la trilogie des Infernal Affairs.
Media Asia possède un catalogue de plus de 269 films en langue chinoise qu'il distribue sur plus de 30 grands marchés internationaux. Il a mis en place une série d'accords de production avec les principales chaînes de télévision asiatiques, notamment Cable TV Hong Kong (Hong Kong), CCTV-6 (Chine), Eastern Broadcasting (Taïwan), MediaCorp (Singapour) et Celestial Movies (en) (Singapour/Malaisie/Indonésie/Brunei) et a formé une coentreprise avec China Film Group Corporation pour la distribution des films en Chine. De 1997 à 2004, il possède les droits sur les catalogues de la Golden Harvest et de Mega Star handling home video distribution. Quand Mega Star intègre Fortune Star (au sein de Star TV (en)), et avec le soutien de la 20th Century Fox, il emporte avec lui les droits sur le catalogue de la Golden Harvest.

### Prix
Les films de Media Asia ont remporté 183 prix et ont été nommés plus de 250 fois à des prix internationaux et à des festivals tels que la Berlinale, le Festival de Cannes, la Biennale de Venise, le Festival international du film de Tokyo, les Golden Horse Film Festival and Awards et les Hong Kong Film Awards.